# بادن هرود
بادن هرود (انگلیسی: Baden Herod؛ ۱۶ مه ۱۹۰۰ – ۹ مهٔ ۱۹۷۳) بازیکن فوتبال اهل بریتانیا بود.
از باشگاه‌هایی که در آن بازی کرده‌است می‌توان به باشگاه فوتبال چارلتون اتلتیک، باشگاه فوتبال سوئیندون تاون، باشگاه فوتبال تاتنهام هاتسپر، باشگاه فوتبال برنتفورد، باشگاه فوتبال بارکینگ، و باشگاه فوتبال لیتون اورینت اشاره کرد.